# 偏心毛柃
偏心毛柃（学名：Eurya distichophylla f. asymmetrica）为山茶科柃木属二列叶柃下的一个变型。

## 扩展阅读
- 維基物種上的相關：偏心毛柃